# Saudische Massentötung von äthiopischen Flüchtlingen

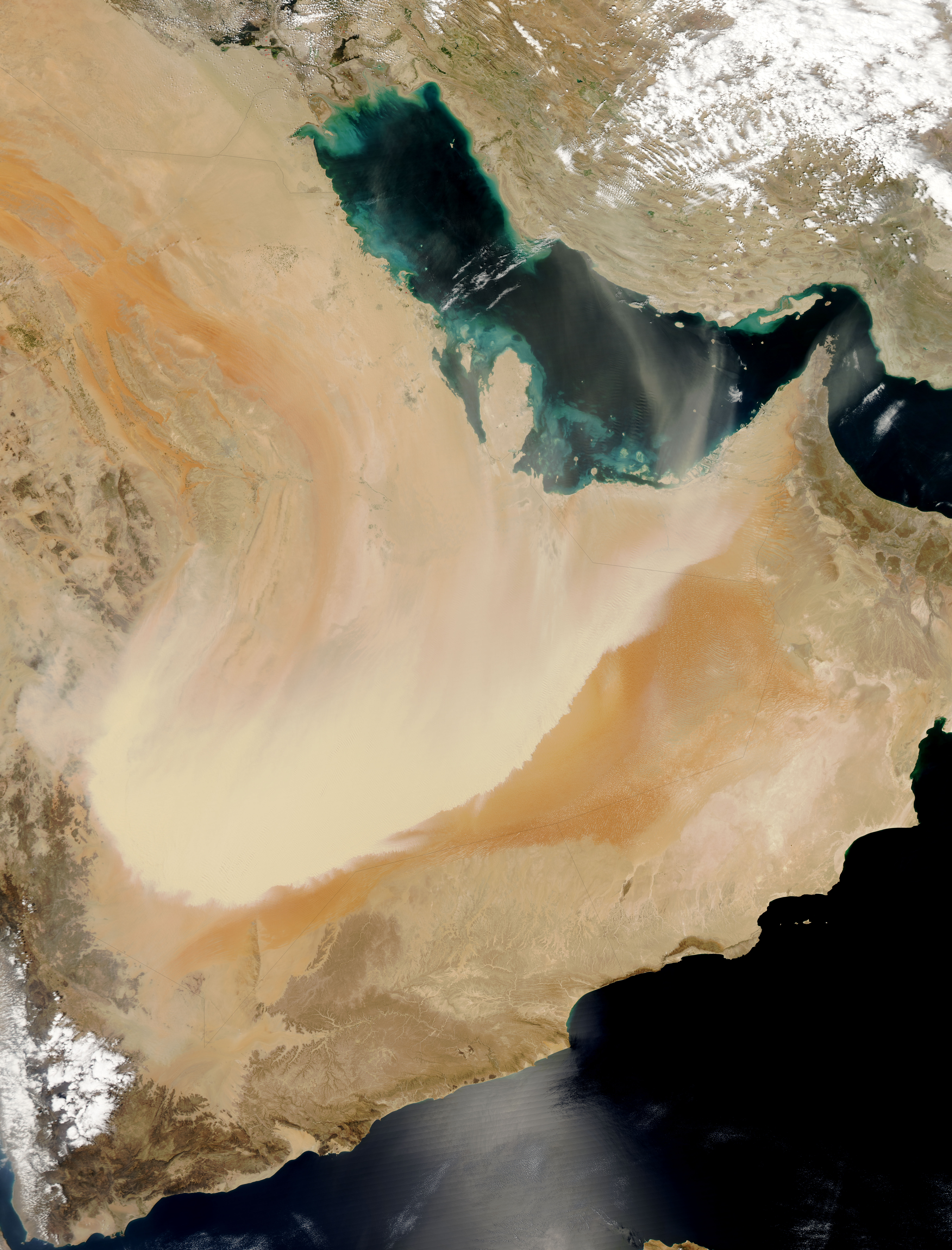
Die saudisch-jemenitische Grenze

Laut Human Rights Watch wurden an der jemenitischen Grenze zwischen März und Juni 2023 mindestens mehrere hundert äthiopische Flüchtlinge getötet, die auf diesem Weg versuchten, nach Saudi-Arabien zu kommen. Dabei wurden auch Explosionswaffen genutzt. Die Gruppen von Flüchtlingen, die dies versuchen, bestehen laut Zeugenaussagen zum Großteil aus Frauen und Kindern. Zeugenaussagen beschreiben Massentötungen von solchen Gruppen, bei denen Männer, Frauen und Kinder durch Beschuss starben und tote Menschen und Körperteile entlang der Wege verstreut wurden. Mithilfe von Satellitenbildern, Fotos von Todesfällen bei mehr als 20 Vorfällen, Zeugenaussagen von Überlebenden und der Untersuchung der Wunden von Überlebenden durch forensische Experten zeigt Human Rights Watch in ihrem Bericht ein Bild einer eskalierenden Kampagne extremer Gewalt, die sich gegen Menschen richtet, die versuchen, die saudisch-jemenitische Grenze zu überqueren.
Die äthiopischen Flüchtlinge werden vorher von jemenitischen Schmugglern und zum Teil mit Hilfe der Huthis an die saudische Grenze zwischen Jemen und den Provinzen Dschazan, Nadschran und Asir gebracht. Die Flüchtlinge, die die Grenze überschreiten, werden beschossen und mit Steinen und Metallstangen geschlagen. Den Aussagen von überlebenden Flüchtlingen nach werden manche Jungen und Männer dazu gezwungen, Mädchen zu vergewaltigen und von Grenzwachen exekutiert, wenn sie dies verweigern. Die saudischen Truppen sollen außerdem eine Gruppe Flüchtlinge, die bereits festgenommen, inhaftiert und ausgewiesen worden war, beschossen haben, während diese auf dem Weg zurück nach Jemen war.

„When they released us, they created a kind of chaos; they screamed at us to get out of the car and get away […] When we were 1km away, the border guards could see us. We were resting together after running a lot […] and that’s when they fired mortars on our group. Directly at us.[…] There were 20 in our group and only 10 survived. Some of the mortars hit the rocks and then the [fragments of the] rock hit us […] The weapon looks like a rocket launcher, it had six ‘mouths’, six holes from where they fire and it was fired from the back of a vehicle – it fires several at the same time. They fired on us like rain.“

Bereits seit 2014 werden Flüchtlinge an der jemenitischen Grenze von der saudischen Grenzpolizei erschossen. Allerdings stellte Human Rights seit März 2023 eine Steigerung sowohl der Todeszahlen als auch der Härte, mit der gegen die Flüchtlinge vorgegangen wird, fest. So sollen laut Zeugenaussagen allein aus einer Gruppe von mehr als 170 Menschen insgesamt 90 Menschen getötet worden sein. Die Internationale Organisation für Migration geht von insgesamt mindestens 795 Todesopfern aus. Diese seien zum Großteil Äthiopier.